# Йонеда Юко
Йонеда Юко (8 вересня 1979) — японська синхронна плавчиня.
Срібна медалістка Олімпійських Ігор 2000 року.